# PorchLight Entertainment
PorchLight Entertainment, Inc. a fost un studio american de animație și live action, fondat în 1995 de Bruce D. Johnson și William T. Baumann. S-a concentrat pe dezvoltarea și producția de seriale de televiziune atât în  live action, cât și în animație. S-a specializat în producerea de animație pentru televiziune, film și video la domiciliu.

## Filmografie
Animații
- 64 Zoo Lane
- A Martian Christmas
- Adventures from the Book of Virtues[3][4]
- Animalia
- Cedric
- The Eggs
- Four Eyes!
- Gofrette
- Jay Jay the Jet Plane (CGI)
- JetCat
- Kid Paddle
- LeapFrog
- Mr. Frog & Mrs. Frog's Big Day Out
- The Haunted Pumpkin of Sleepy Hollow
- The Secret Saturdays
- Tutenstein

Live-action
- Night of the Twisters
- Born Champion
- Pope Dreams
- Rain